# Шиса
Шиса (на шведски: Kisa) е град в югоизточна Швеция, лен Йостерйотланд. Главен административен център на община Шинда. Намира се на около 200 km на югозапад от столицата Стокхолм и на 58 km на юг от Линшьопинг. Има жп гара. Населението на града е 3687 жители според данни от преброяването през 2010 г.